# Jean-Yves Le Mener
Jean-Yves Le Mener (* 23. Januar 1952 in Frankreich) ist ein bis zur Jahrtausendwende als Kameramann tätiger französischer Geschäftsmann.

## Leben
Le Mener erhielt 1973 seine technische Ausbildung an der École Louis-Lumière und ging anschließend zum Fernsehen. Hier und für den Kinofilm arbeitete er zunächst als Kameraassistent bei Produktionen wie „Horoskop mit Hindernissen“ (1978), „Giganten der Landstraße“ (1979), Claude Lelouchs „Ein jeglicher wird seinen Lohn empfangen …“ (1980) und „Edith und Marcel“ (1982) desselben Regisseurs. Lelouch war es auch, der 1985 Le Mener die Gelegenheit gab, bei „Ein Mann und eine Frau – 20 Jahre später“ erstmals als Chefkameramann zu arbeiten.
Auch bei Lelouchs Folgearbeiten stand Le Mener zunächst hinter der Kamera, wurde aber recht bald auch von anderen Regisseuren von Rang wie Philippe de Broca, Guy Hamilton und Georges Lautner verpflichtet. Bereits 1998 beendete er seine aktive Tätigkeit als Bildgestalter und begann sich zur Jahrtausendwende neuen Aufgaben zuzuwenden. Im Jahre 2006 wurde Le Mener zum Geschäftsführer der in Neuilly beheimateten Immobilienfirma Firma Sci Sloan berufen.

## Filmografie
- 1985: Ein Mann und eine Frau – 20 Jahre später (Un homme et une femme: 20 ans déjà)
- 1987: Die Zeit des Verbrechens (Attention bandits!)
- 1987: Les deux crocodiles
- 1988: Der Löwe (Itinéraire d’un enfant gâté)
- 1989: Fünf Tage im Juni (Cinq jours en juin)
- 1989: Trau keinem Schurken (Try This One for Size)
- 1990: Gemischtes Doppel (Les clés du paradis)
- 1990: So sind die Tage und der Mond (Il y a des jours … et des lunes)
- 1990: Operation Corned Beef (L'Opération Corned-Beef)
- 1991: Liebesspiel um Millionen (Road to Ruin)
- 1991: Die schönste Geschichte der Welt (La belle histoire)
- 1992: Das unheimliche Haus (L’inconnu dans la maison)
- 1992: Fanfan & Alexandre
- 1993: Die Besucher (Les visiteurs)
- 1994: Die Schutzengel (Les anges gardiens)
- 1995: Neun Monate (Neuf mois)
- 1995: Lumière et compagnie
- 1995: Blonde Vergeltung (La Vengeance d’une blonde)
- 1996: Le plus beau métier du monde
- 1998: Ça reste entre nous